# Trégueux
Trégueux (Bretons: Tregaeg) is een gemeente in het Franse departement Côtes-d'Armor, in de regio Bretagne. De gemeente telde 8.462 inwoners op 1 januari 2022. De plaats maakt deel uit van het arrondissement Saint-Brieuc.

## Geschiedenis
Voor onze jaartelling was er een IJzertijdnederzetting op de site van Porte-Allain op een plateau boven de rivier Urne. Dit was een ommuurd dorp met tot 1000 inwoners. De plaats Trégueux werd voor het eerst vermeld in 1129. De gemeente verstedelijkte snel vanaf de jaren 1960 met een grote bevolkingsgroei.

## Geografie
De oppervlakte van Trégueux bedroeg op 1 januari 2022 14,57 vierkante kilometer; de bevolkingsdichtheid was toen 580,8 inwoners per km².
De gemeente ligt 4 km ten zuidoosten van Saint-Brieuc maar vormt een stedelijke agglomeratie met deze stad. De Urne stroomt door de gemeente.
De onderstaande kaart toont de ligging van Trégueux met de belangrijkste infrastructuur en aangrenzende gemeenten.

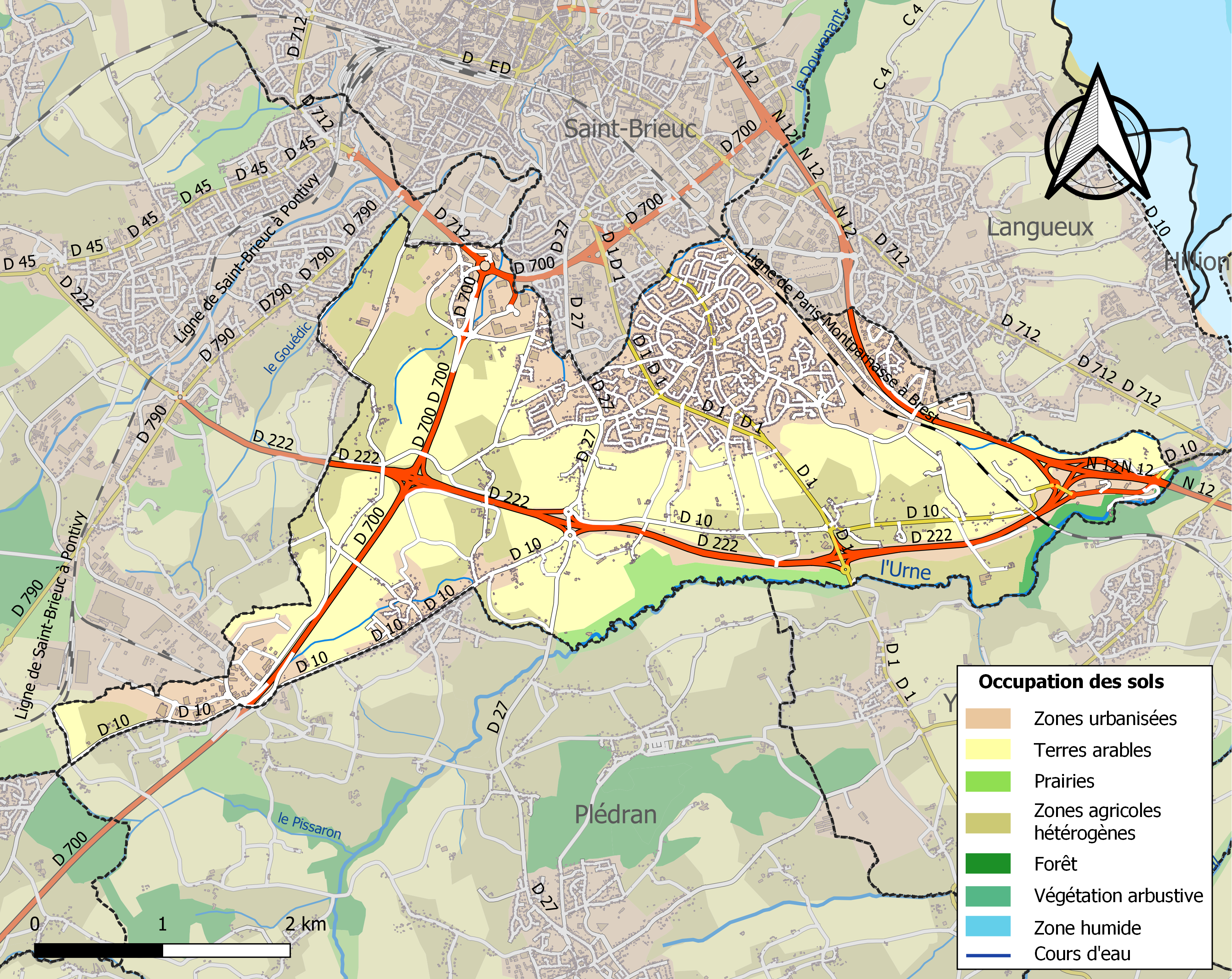

## Demografie
Onderstaande figuur toont het verloop van het inwonertal (bron: INSEE-tellingen). 